# Treffen bij de Luchtbal

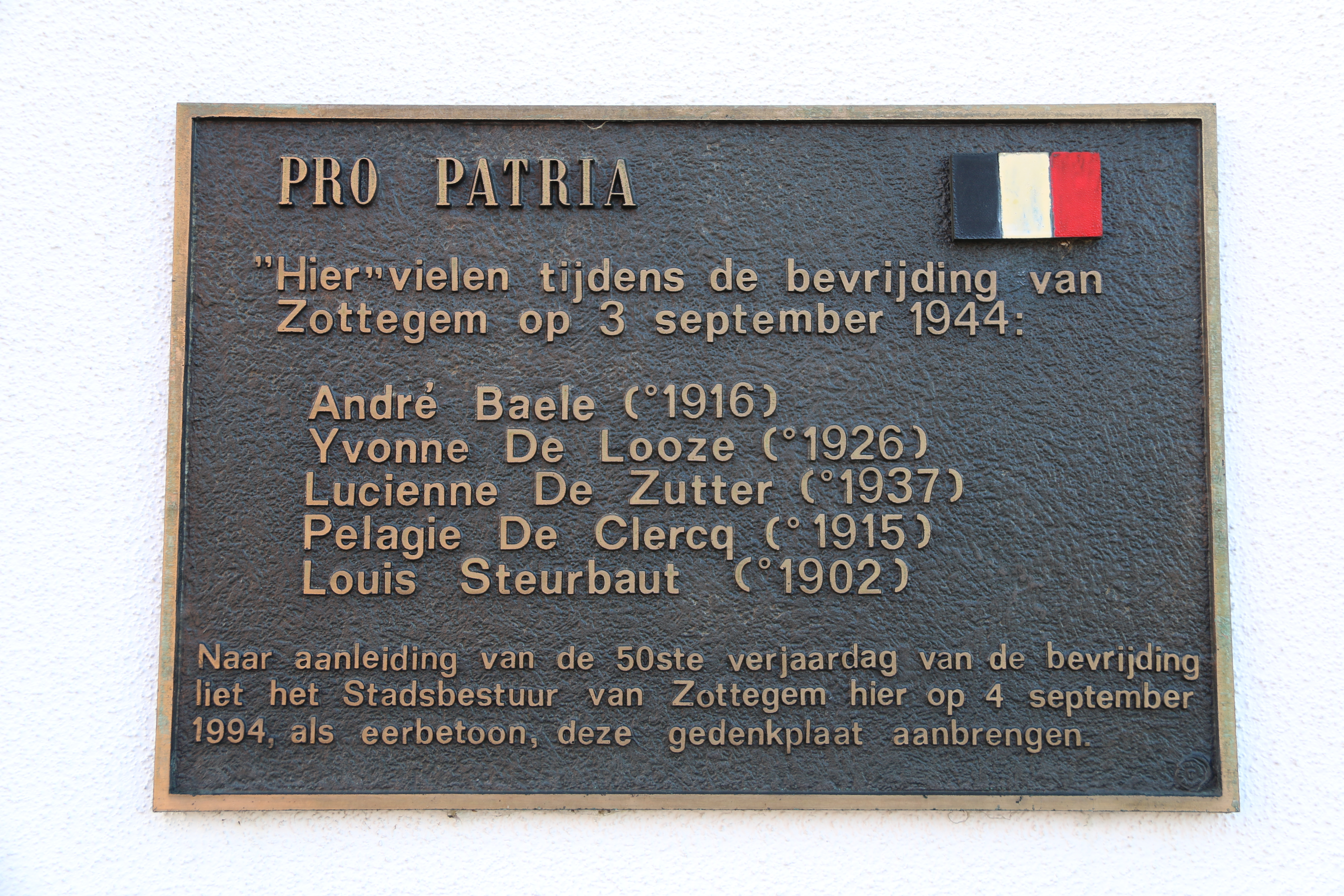
Herinneringsplaquette Treffen bij de Luchtbal

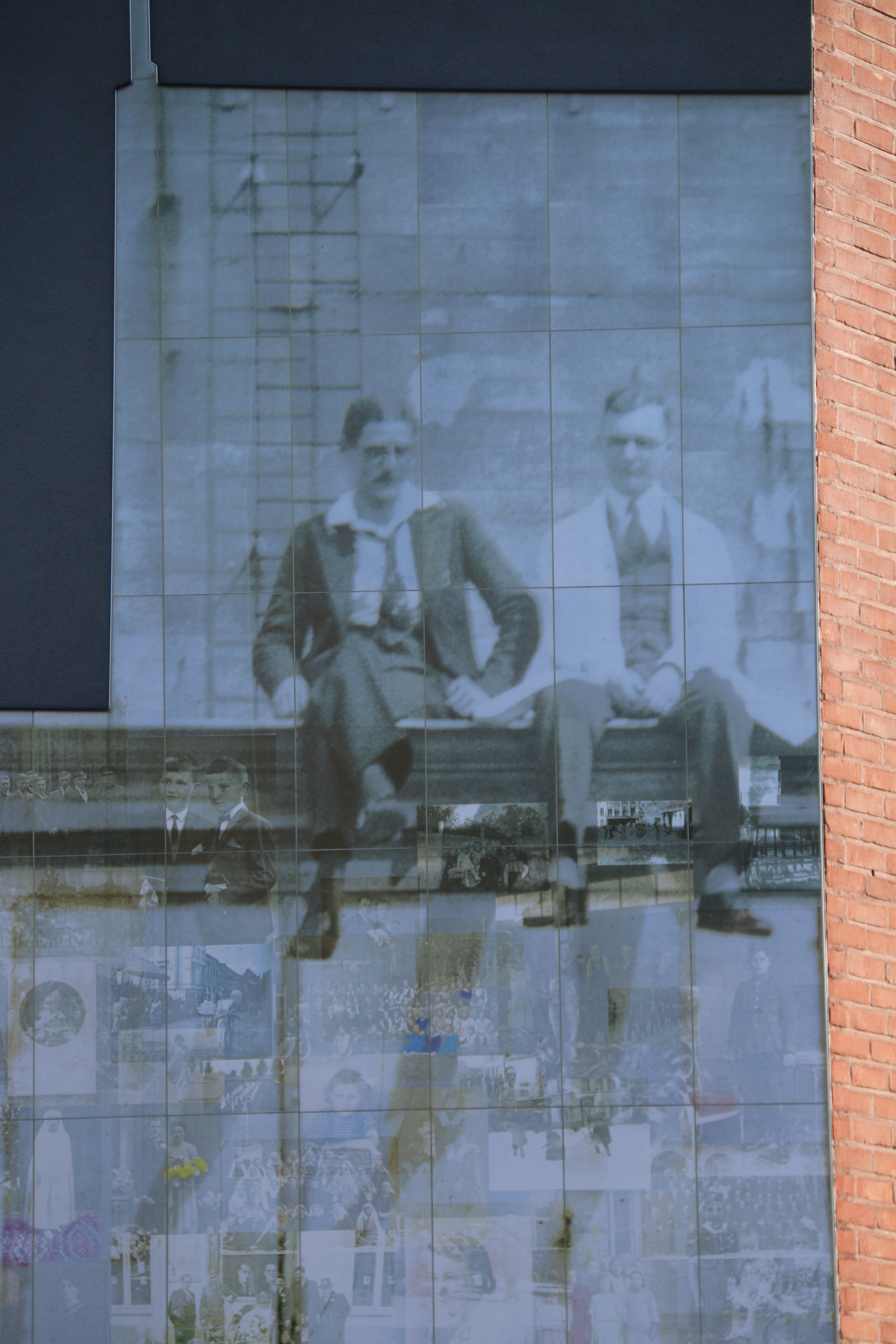
Herinneringsmonument Treffen bij de Luchtbal

Het Treffen bij de Luchtbal was een militaire confrontatie tussen Duitsers en Britten bij de bevrijding na de Tweede Wereldoorlog op 3 september 1944 in het Belgische Zottegem. Een terugtrekkende Duitse colonne raakte slaags met de bevrijdende Britse troepen; een Engelse vlammenwerpertank opende het vuur op de Duitse vrachtwagens die beladen waren met soldaten, munitie en brandstof. Enkele huizen aan de Luchtbal gingen in vlammen op. Tijdens de confrontatie in de omgeving van de Luchtbal, Meileveld en Meire vielen vijf burgerdoden (Baele André, De Looze Ivone, De Clercq Pelagie, De Zutter Lucienne, Steurbaut Louis) (en aan de Grotenbergestraat ook nog een zesde burgerdode Roger Niemegeerts toen hij wou vuren op de terugtrekkende Duitsers) en kwamen 16 Duitse soldaten om. De Duitsers en de Britten clashten diezelfde dag nadien ook nog in de slag bij Wijnhuize. In 1994 werden (naar aanleiding van 50 jaar bevrijding) een herinneringsplaquette en een herinneringsmuur aangebracht op de Meire. In september 2024 werd (naar aanleiding van 80 jaar bevrijding) een re-enactment georganiseerd van het Treffen.